# Bent Mejding
Bent Mejding, född 14 januari 1937 i Svendborg på Fyn, död 12 november 2024 i Köpenhamn, var en dansk skådespelare, regissör och teaterdirektör. Han var en av Danmarks mest kända skådespelare och hade åtskilliga roller i filmer och TV-serier.

## Biografi
Mejding utbildades som skådespelare på Teaterdirektørforeningens Skuespillerskole under åren 1957 till 1959, som höll till på Det Ny Teater 1949–1961. Redan under 1961 hade han sin första debut som regissör. Det var samma år som han tillsammans med sin dåvarande hustru Susanne Theil startade Ungdommens Teater, som de drev fram till 1980. Under 1965 till 1966 var han också chef för Gladsaxe Teater och under 1991 till 1996 var han mediedirektör på Nya Teater, som han räddade från nedläggning och gjorde till landets ledande musikaliska teater. Han arbetade senare som teaterdirektör på Det Kongelige Teater.
Han gifte sig först den 1 juni 1959 med skådespelaren Susanne Beathe Rosenkrantz Theil-Jensen, som han fick två barn med, men de skilde sig i början av 1970-talet. Han gifte sig för andra gången den 21 maj 1983 på Hawaii med skådespelaren Susse Wold, som var hans hustru fram till hans död.

## Filmografi
- Mor skal giftes (1958)
- Gøngehøvdingen (1961)
- Reptilicus (1961)
- Lykkens musikanter (1962)
- Frøken April (1963)
- Mor bag rattet (1965)
- Tintomora (1970)
- Kun sandheden (1975)
- Olsen-banden ser rødt (1976)
- Olsenbanden for full musikk (1976)
- Attentat (1980)
- Kurt og Valde (1983)
- Tro, håb og kærlighed (1984)
- Drengene fra Sankt Petri (1991)
- Italienska för nybörjare (2000)
- Blinkande lyktor (2000)
- Ulvepigen Tinke (2002)
- Bröder (2004)
- Drømmen (2006)

### TV
- Fiskerne (1977)
- Matador (1978–1981)
- Een stor familie (1982–1983)
- Göingehövdingen (1992)
- TAXA (1997–1999)
- Spindeln (2000)
- Mordkommissionen  (2002–2003)
- Brottet (2007)

## Utmärkelser
- Riddare av Dannebrogorden,  6 januari 1995[2][3]
- Bodilpriset för bästa manliga biroll, för Drömmen,  2007[4]

[Redigera Wikidata]